# لوئیز ایگنارو
لوئیز ایگنارو (انگلیسی: Louis J. Ignarro؛ زادهٔ ۳۱ مهٔ ۱۹۴۱) یک دانشمند در زمینه داروشناسی اهل ایالات متحده آمریکا است.
وی همچنین برنده جایزه نوبل فیزیولوژی و پزشکی شده است.